# Аналіз
Ана́ліз (від грец. αναλυσις — «розклад») — розчленування предмету пізнання, абстрагування його окремих сторін чи аспектів.
1. Метод дослідження, який вивчає предмет, уявно чи реально розчленовуючи його на складові елементи, як-от частини об'єкта, його ознаки, властивості, відношення, відтак розглядає кожен з виділених елементів окремо в межах єдиного цілого; протилежний метод — синтез.
2. Уточнення логічної форми (будови, структури) міркування засобами формальної логіки.
3. В широкому розумінні — наукове дослідження взагалі.
4. Визначення складу і властивостей якої-небудь речовини, дослідження їх.